# Schneckengarten

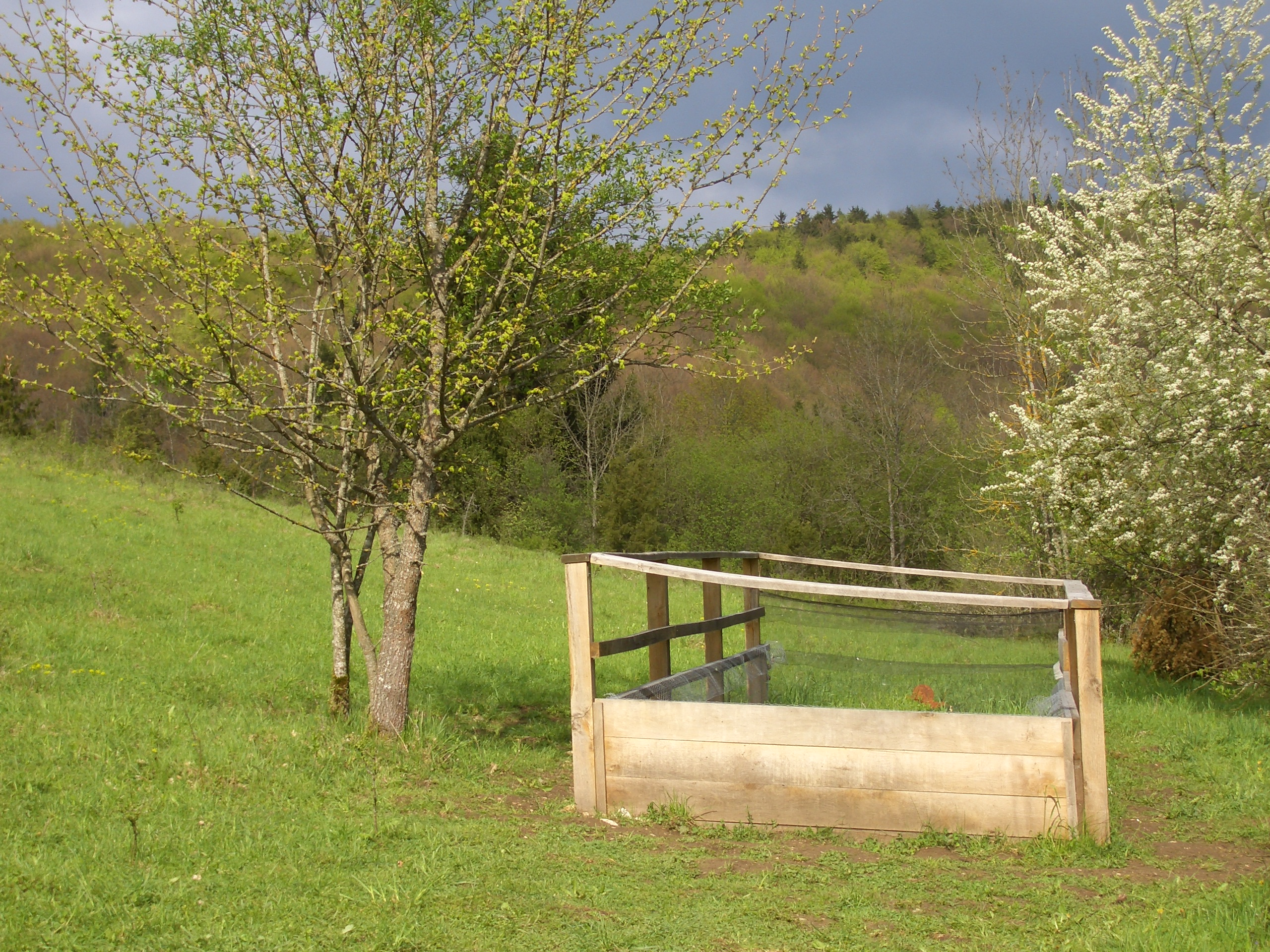
Historischer Schneckengarten bei Weiler, Hayingen

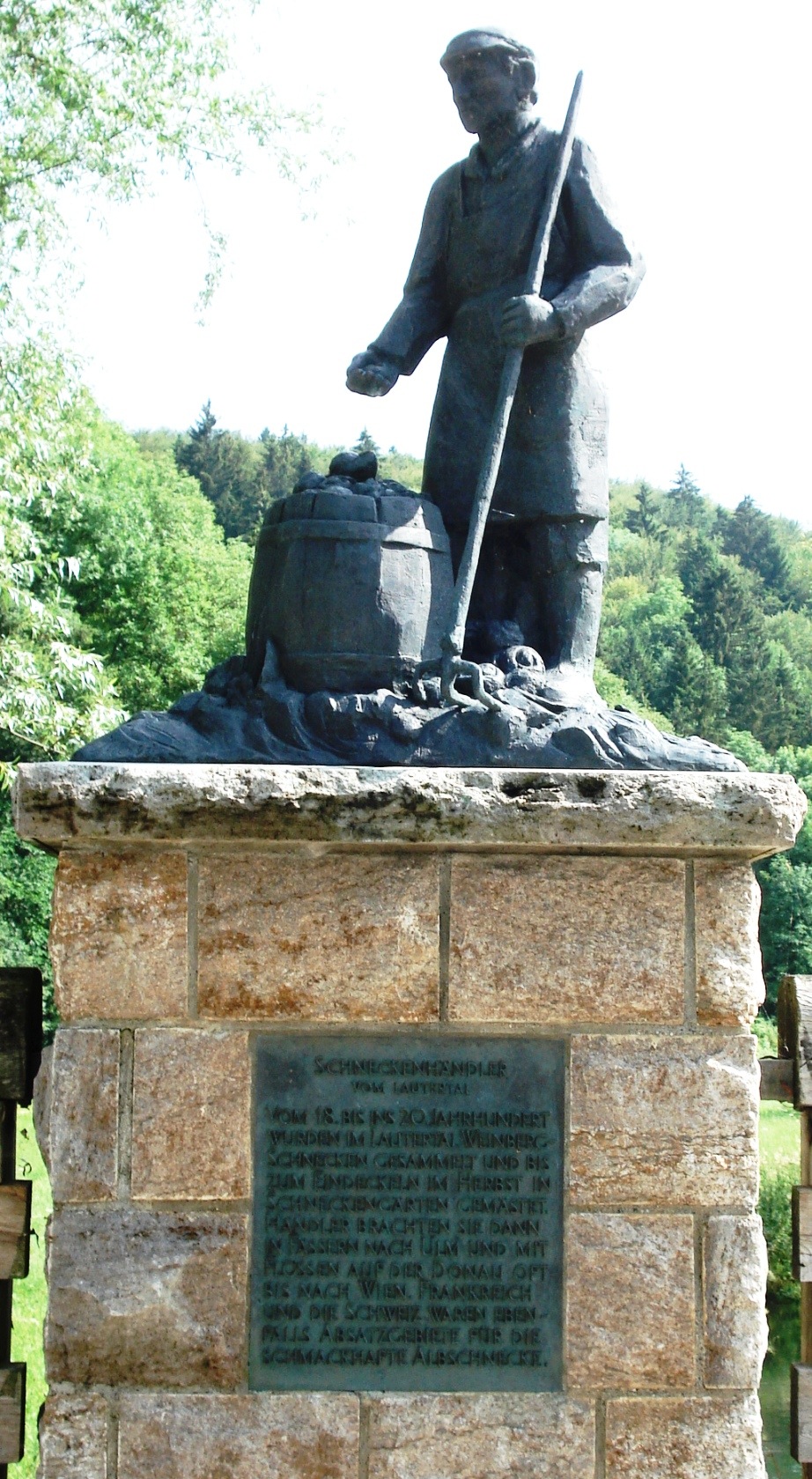
Weinbergschnecken-Sammler-Denkmal mit Erwähnung der Schneckengärten (auf einer Brücke im Tal der Großen Lauter)

In sogenannten Schneckengärten wurden bis in die 1950er Jahre Weinbergschnecken, auch Schwäbische Austern genannt, gezüchtet.
Insbesondere im 19. Jahrhundert wurden die Tiere vor allem auf der Schwäbischen Alb in diesen Gärten gehalten und gezüchtet und beispielsweise über Ulm und bis nach Wien vermarktet. Speziell in katholischen Gegenden waren sie als Fastenspeise sehr begehrt. Flurnamen wie Schneckenberg oder Schneckenburren weisen noch auf diesen alten Erwerbszweig der Schneckenzucht hin.
Zum Schutz der Tiere gab es bislang in Baden-Württemberg die Weinbergschneckenverordnung, die durch ein generelles Sammelverbot abgelöst wurde.
Die Rekonstruktion eines historischen Schneckengartens, in dem angeblich ca. 300 Weinbergschnecken leben, ist im Freilichtmuseum Beuren zu besichtigen; die Interessengemeinschaft Albschneck versucht momentan, die alten Vermarktungstraditionen wiederzubeleben.
Im 18. und 19. Jahrhundert wurden Schnecken in Europa auch auf sogenannten Schneckenbergen oder Schneckengruben gehalten. So wurden Schnecken vor dem Verzehr auf den Schneckenberg verbracht und dort gemästet. Ein Wassergraben oder ein niedriger Gitterzaun verhinderte das Entkommen der Schnecken.